# Tenderly (film)
Tenderly è un film del 1968 diretto da Franco Brusati.

## Trama
Due vecchi amici d'infanzia, Jolanda e Franco, si trovano per caso dopo quindici anni in una stazione di Roma. Lui è un medico che ha fatto una carriera brillante, mentre la donna, con la testa piena di sogni e illusioni, lavora solo quando ha bisogno di soldi. Sentimentalmente liberi, si innamorano entrambi, ma presto i loro opposti caratteri diventano un ostacolo alla loro unione. Dopo diverse peripezie, che li conducono a Firenze, Bologna e a Stoccolma, un giorno a Jolanda capita un incidente dove rimane ferita. Trasportata in clinica, incontra nuovamente Franco, che lavora in quel luogo. Tale circostanza fa decidere a entrambi il matrimonio, ma proprio durante la cerimonia lei gli dice di no. Dopo diversi anni i due si incontrano nuovamente in un'altra stazione: lui sta per intraprendere la carriera politica, mentre lei ha avuto diversi bambini, suoi e adottati. Quei giorni rimarranno un ricordo sempre più vago ed entrambi si lasciano definitivamente tra molti rimpianti.

## Produzione
Il film, durante la lavorazione, ha avuto diversi titoli provvisori: Il suo modo di fare, Gioco senza fine e Tesoro mio. In censura ebbe numerosi problemi: ottenne il visto n. 52.266 del 23 agosto 1968 con il divieto ai minori di 14 anni per le numerose scene erotiche.
La lunghezza del film originale era di 2.890 metri mentre quella definitiva è di 2.683 metri, poiché il ruolo di Enzo Fiermonte, che nel film impersonava il padre di Franco, venne tagliato al montaggio definitivo.
Per l'edizione televisiva e in DVD, rilasciata il 10 marzo 2010, il film viene ammesso alla visione per tutti a condizione del taglio di altri secondi di pellicola per alcune scene considerate diseducative verso gli animali.
Nell'edizione inglese, intitolata The Girl Who Couldn't Say No (tradotto come La ragazza che non sapeva dire di no), vi sono scene aggiunte assenti in quella italiana dove compare Anne Cumming nel ruolo della madre di Franco.

## Accoglienza
Il film è stato definito da Enrico Giacovelli «un tentativo riuscito di rinfrescare la commedia sofisticata americana con sensibilità e tematiche attuali», e il suo stile è stato paragonato a quello di Frank Capra.